# Tomás Castro (calciatore 2002)
Tomás Alejandro Castro (Córdoba, 3 settembre 2002) è un calciatore argentino, centrocampista del Belgrano.

## Caratteristiche tecniche
È un centrocampista centrale.

## Carriera
Castro è cresciuto nel settore giovanile del Belgrano con cui ha firmato il primo contratto professionistico nel novembre del 2022. Ha debuttato in prima squadra il 3 giugno 2023 nell'incontro di Primera División vinto 2-0 contro il Vélez Sarsfield.
Nel gennaio del 2024 è stato ceduto in prestito per una stagione al Mitre (SdE) Il 17 marzo ha segnato il primo gol in carriera nell'incontro di Primera B Nacional pareggiato 2-2 contro il Colón (SF)., in seconda divisione.

## Statistiche

### Presenze e reti nei club
Statistiche aggiornate al 4 aprile 2024.
| Stagione        | Squadra         | Campionato      | Campionato | Campionato | Coppe nazionali | Coppe nazionali | Coppe nazionali | Coppe continentali | Coppe continentali | Coppe continentali | Altre coppe | Altre coppe | Altre coppe | Totale | Totale | Totale |
| Stagione        | Squadra         | Comp            | Pres       | Reti       | Comp            | Pres            | Reti            | Comp               | Pres               | Reti               | Comp        | Pres        | Reti        | Pres   | Reti   |        |
| --------------- | --------------- | --------------- | ---------- | ---------- | --------------- | --------------- | --------------- | ------------------ | ------------------ | ------------------ | ----------- | ----------- | ----------- | ------ | ------ | ------ |
| 2023            | Belgrano        | PD              | 8          | 0          | CA+CdL          | 1+3             | 0               |                    | -                  | -                  |             | -           | -           | 12     | 0      |        |
| 2024            | Mitre (SdE)     | PBN             | 8          | 1          | CA              | 0               | 0               |                    | -                  | -                  |             | -           | -           | 8      | 1      |        |
| Totale carriera | Totale carriera | Totale carriera | 16         | 1          |                 | 4               | 0               |                    | -                  | -                  |             | -           | -           | 20     | 1      |        |